# Edmond Martène
Edmond Martène OSB (* 22. Dezember 1664 in Saint-Jean-de-Losne bei Dijon; † 20. Juni 1739 in Saint-Germain-des-Prés bei Paris) war ein französischer Historiker und Liturgiker aus dem Benediktinerorden.

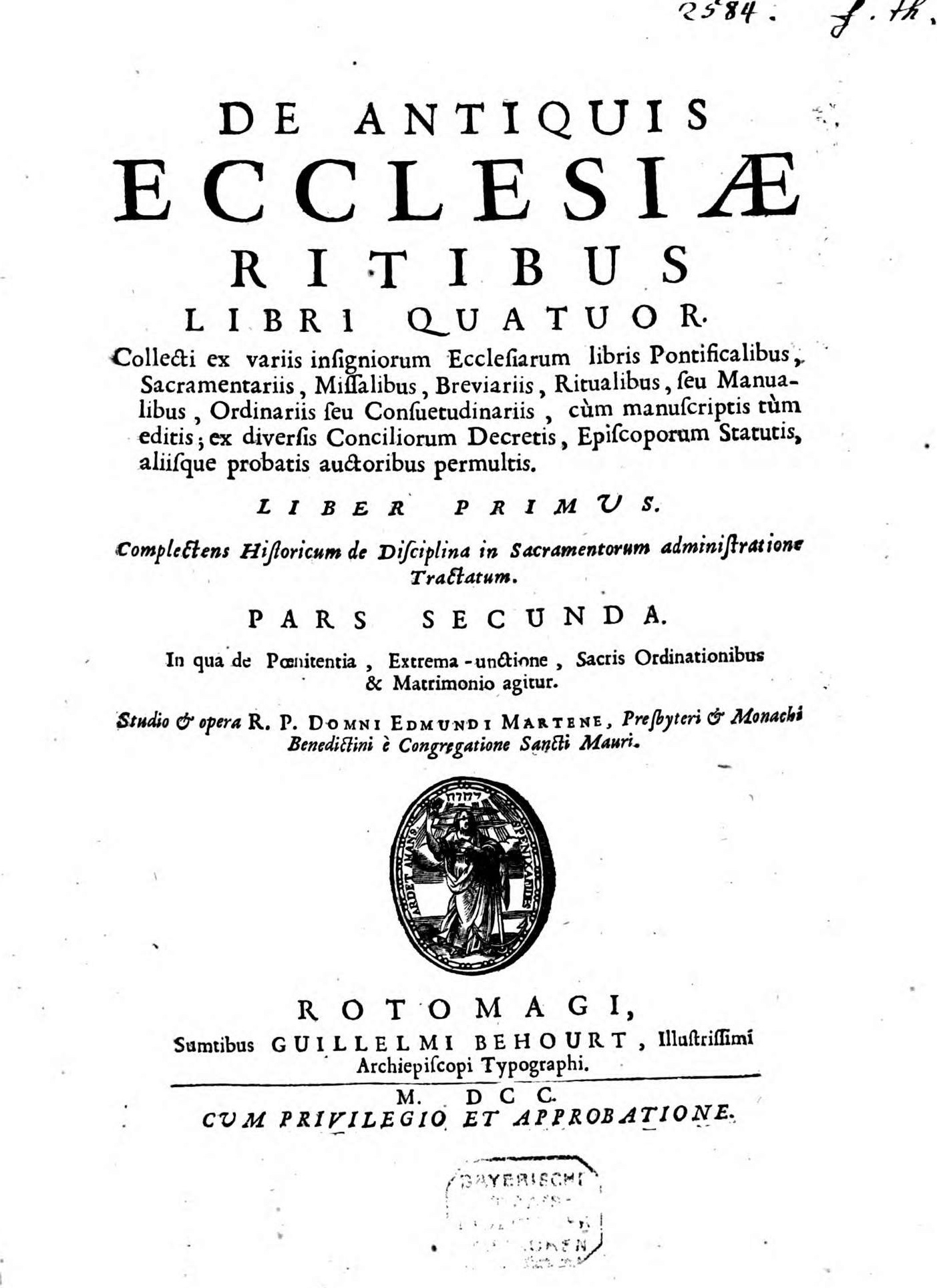
Edmond Martène: De antiquis ecclesiae ritibus, Rouen 1700

## Leben
Martène trat 1672 in die Abtei Saint-Remi in Reims ein, die zur Mauriner Kongregation gehörte. Aufgrund seines Lerneifers wurde er nach Saint-Germain geschickt, um dort von den beiden benediktinischen Gelehrten Luc d’Archéry und Jean Mabillon ausgebildet zu werden. Er assistierte bei den Vorarbeiten zu einer neuen Edition der Kirchenväter. Fortan widmete er sein Leben dem Studium von Geschichte und Liturgie. Dabei hielt er sich in verschiedenen Klöstern seines Ordens auf, vor allem in Rouen, wo er die wohlwollende Unterstützung des Priors von Sainte-Marthe erhielt. Er war nach dem Tod von René Massuet Herausgeber der Annales ordinis sancti Benedicti.

## Werke

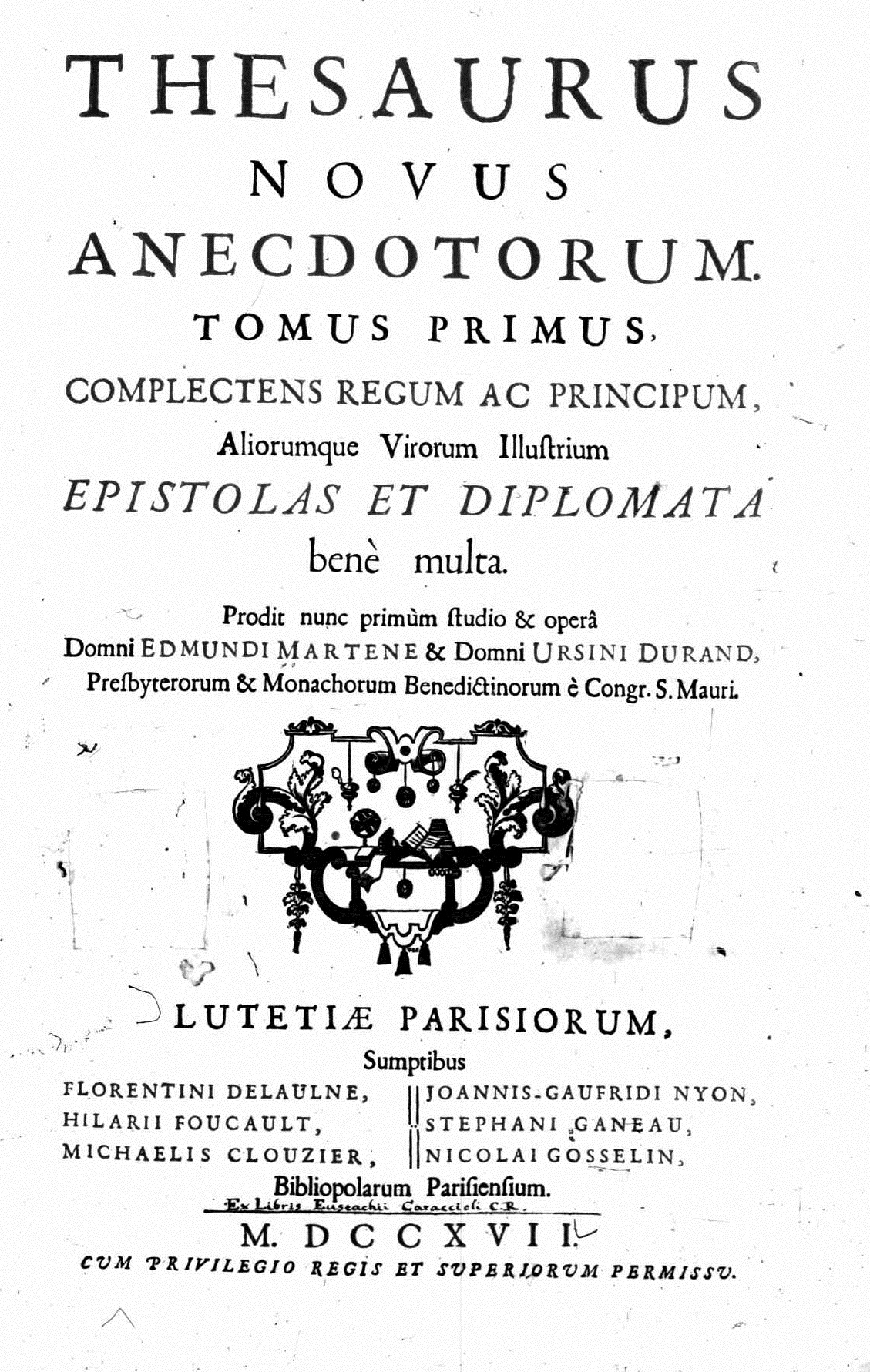
Thesaurus novus anecdotorum, 1717

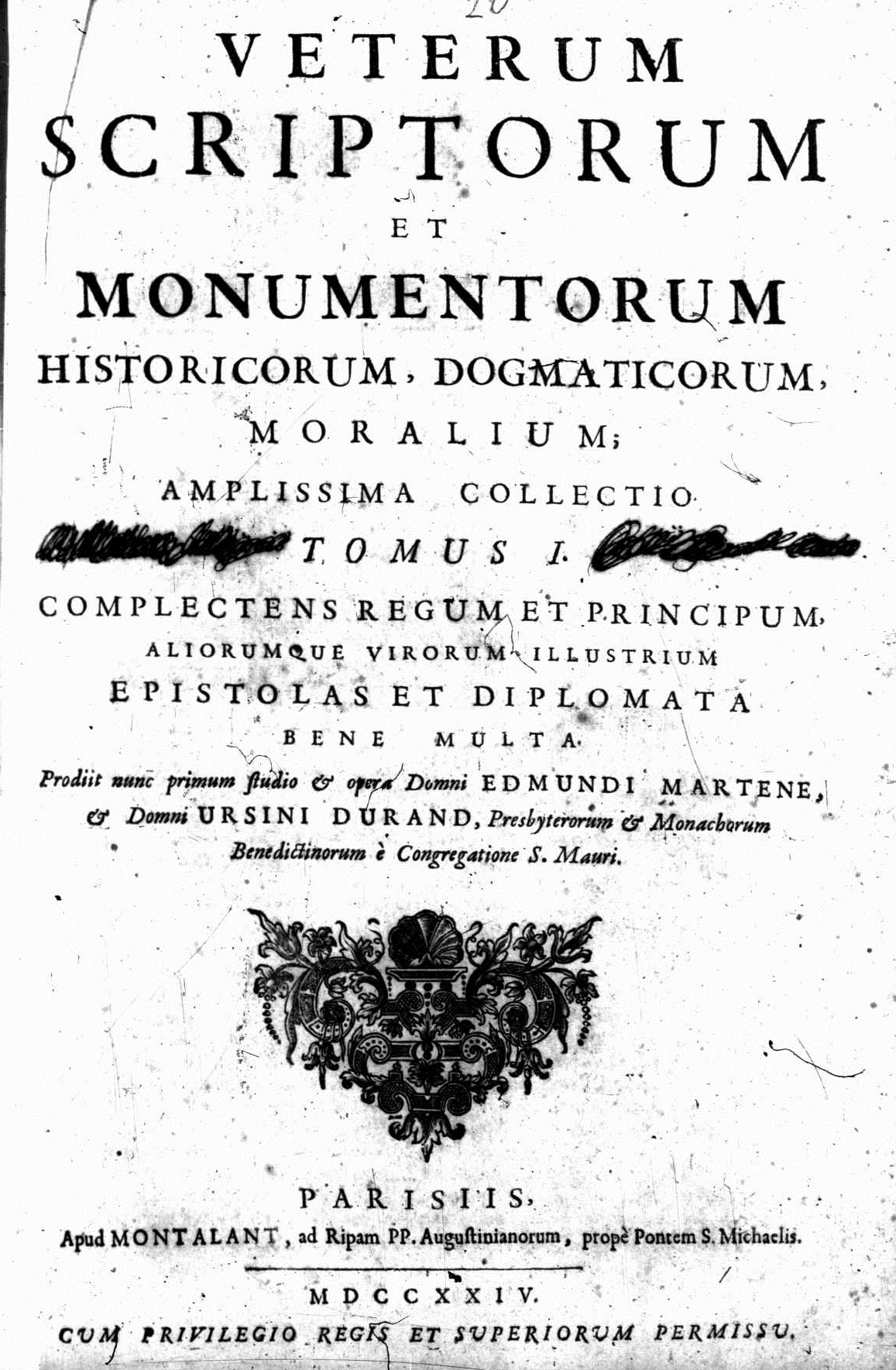
Veterum scriptorum et monumentorum historicorum, dogmaticorum, moralium amplissima collectio, 1724

Schon zu seiner Studienzeit sammelte Martène aus unterschiedlichsten Quellen alles, was zur Erläuterung der Regel des heiligen Benedikt hilfreich sein konnte; die Frucht seiner Arbeit veröffentlichte er 1690 als Commentarius in regulam S. P. Benedicti litteralis, moralis, historicus ex variis antiquorum scriptorum commentationibus, actis sanctorum, monasticis ritibus aliisque monumentis cum editis tum manuscriptis concinnatus (Paris, 1690; 1695). Im selben Jahr publizierte er als Ergänzung dazu De antiquis monachorum ritibus libri 5 collecti ex variis ordinariis, consuetudinariis ritualibusque manuscriptis (Lyon, 1690; Venedig, 1765).
Diesen Veröffentlichungen folgten andere liturgische Werke:
- De antiquis ecclesiæ ritibus libri 4 (Rouen, 1700–1702)
- Tractatus de antiqua ecclesiæ disciplina in divinis officiis celebrandis (Lyon, 1706)
- De antiquis ecclesiæ ritibus editio secunda (4 Bände, Antwerpen, 1736–1738; Venedig, 1763–1764; 1783; Bassano, 1788); Sammlung und Erweiterung seiner früheren Schriften.
- Veterum scriptorum et monumentorum moralium, historicorum, dogmaticorum ad res ecclesiasticas monasticas et politicas illustrandas collectio (Rouen, 1700);  Fortsetzung des Spicilegium seines Lehrers d’Achéry.
- La vie du vénérable Claude Martin, religieux bénédictin (Tours, 1697; Rouen, 1698)
- Imperialis Stabulensis monasterii jura propugnata adversus iniquas disceptationes (Köln, 1730)
- Histoire de l’abbaye de Marmoutier; erstmals herausgegeben 1874 und 1875 von Ulysse Chevalier als Band XXIV und XXV der Mémoires de la Société archéologique de Touraine.

1708 wurden Marténe und sein Mitbruder Ursin Durand auf Vorschlag des Priors von Sainte-Marthe beauftragt, die französischen und belgischen Archive nach Materialien für eine überarbeitete Ausgabe der Gallia Christiana zu durchstöbern. Die zahlreichen Dokumente, die von ihnen aus ungefähr achthundert Abteien und hundert Kathedralen zusammengetragen worden waren, wurden in das obengenannte Werk beziehungsweise das fünfteilige Werk Thesaurus novus anecdotorum (Paris, 1717) eingearbeitet. Die Ergebnisse einer Reise durch die Niederlande und Deutschland, die sie zum Zweck der Urkundenforschung unternommen hatten, wurden von den beiden Gelehrten im neunbändigen Werk Veterum scriptorum et monumentorum ecclesiasticorum et dogmaticorum amplissima collectio (Paris, 1724–33) zusammengefasst. Zu diesen Veröffentlichungen kommt der sechste Band der Annales Ordinis Sancti Benedicti (Paris, 1739), der Frucht der Arbeit Martènes allein ist.